# Estación de ferrocarril de Xi'an
La estación de Xi'an (en chino simplificado, 西安站; pinyin, Xī'ān Zhàn) es una de las dos principales estaciones de ferrocarril de pasajeros de Xi'an, la capital de la provincia china de Shaanxi. Ubicada en el ferrocarril de Longhai y justo al norte de la histórica ciudad amurallada de Xi'an, la estación había sido durante mucho tiempo la principal estación de tren del área metropolitana de Xi'an.
Con la apertura de la estación de tren Xi'an Norte en las afueras del norte de la ciudad en 2011, la mayoría de los servicios de alta velocidad, incluidos los trenes de las series G y D del ferrocarril de alta velocidad Zhengzhou–Xi'an sido transferido a la nueva estación. La estación ferroviaria de Xi'an sigue siendo la estación principal de todos los servicios ferroviarios convencionales de la ciudad, incluidos los trenes expresos de la serie Z durante la noche, los trenes expresos de la serie T y todos los servicios más lentos.

## Imágenes

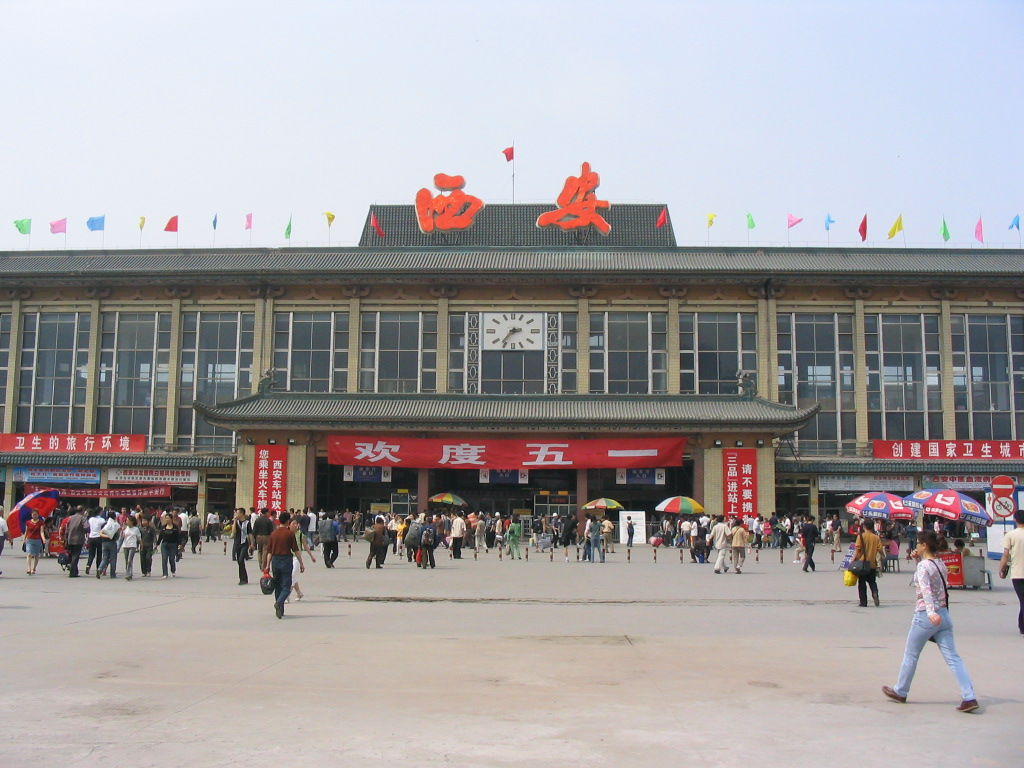
Entrada a la estación
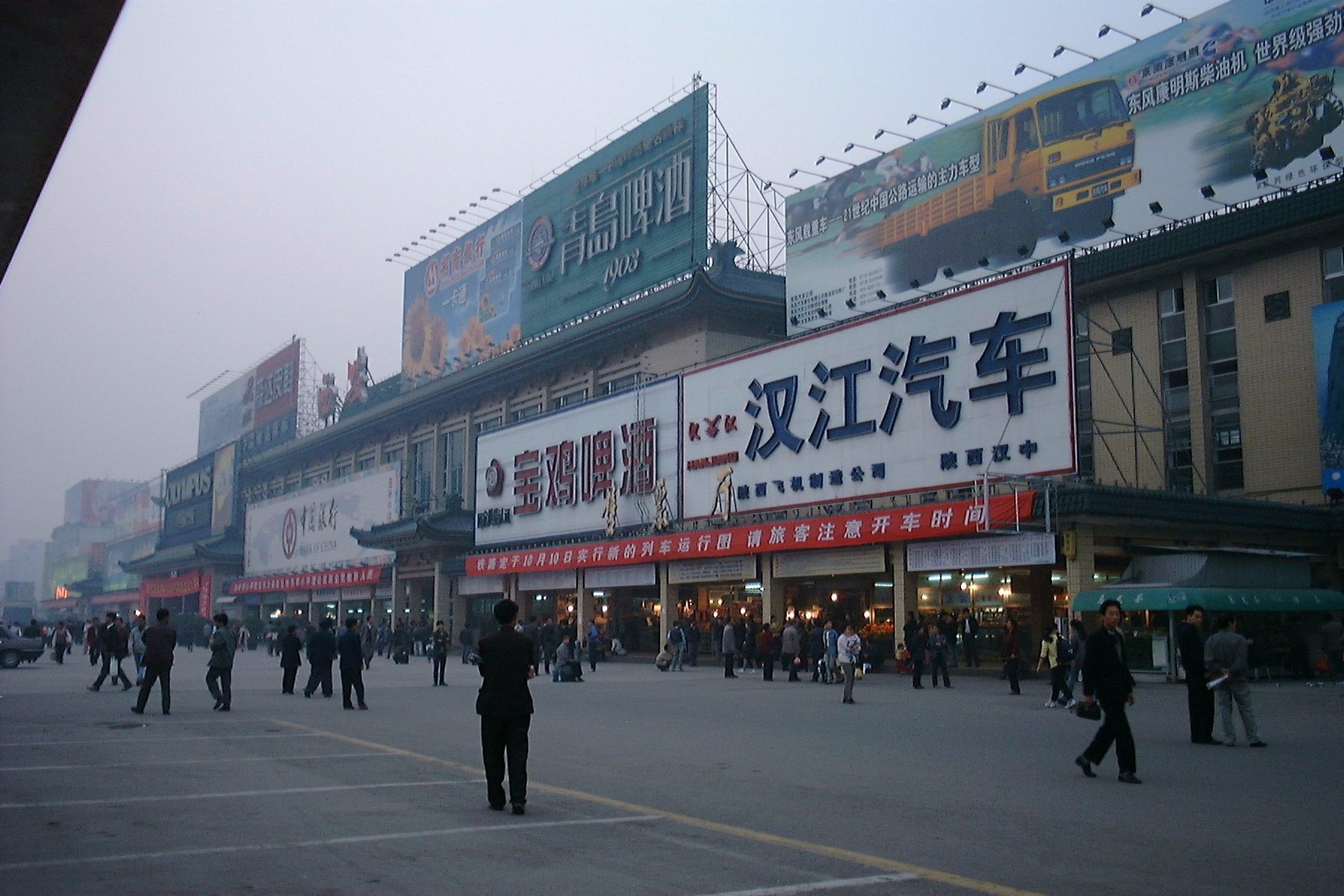
La estación en 1999
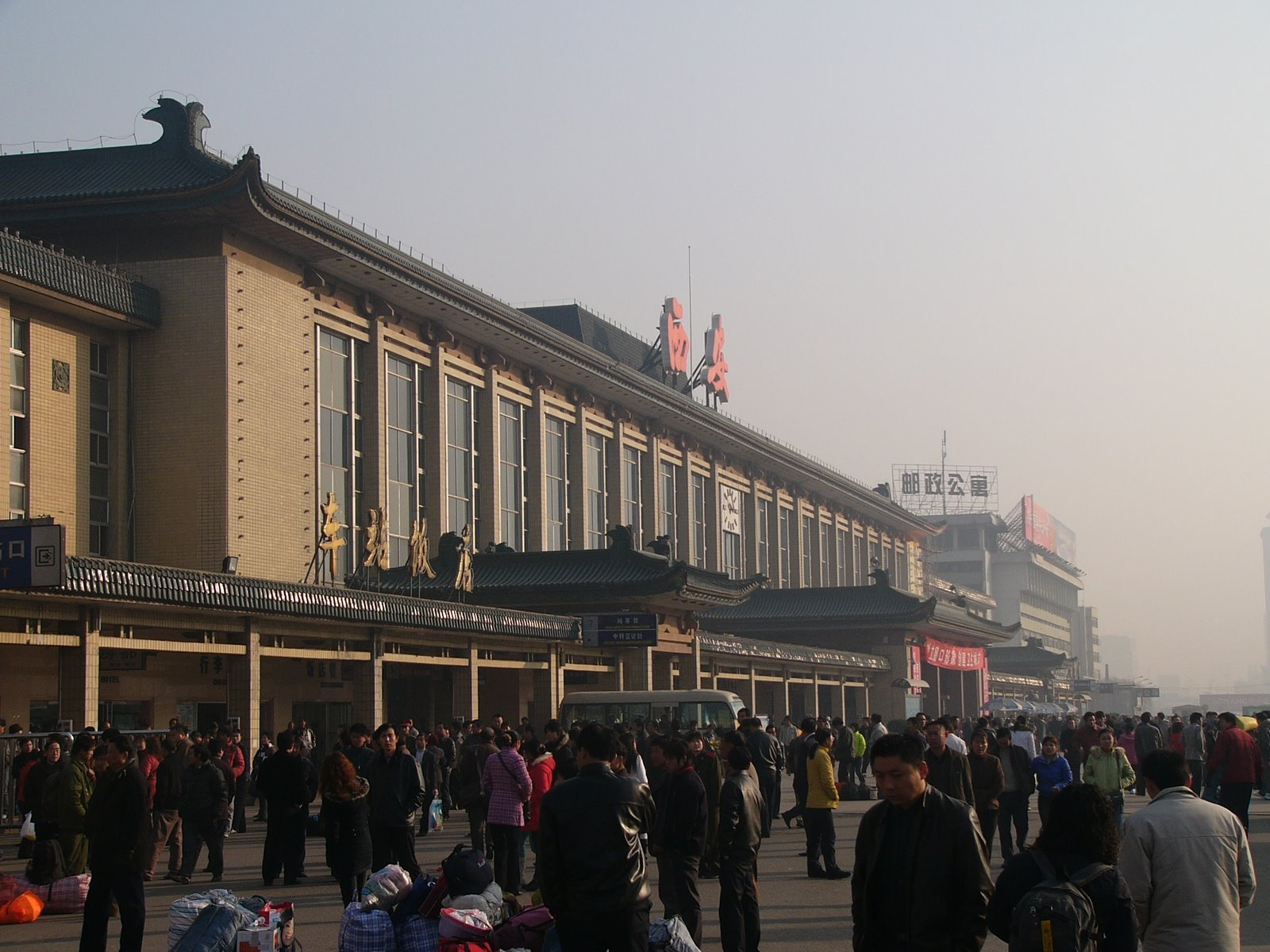
Lateral de la estación
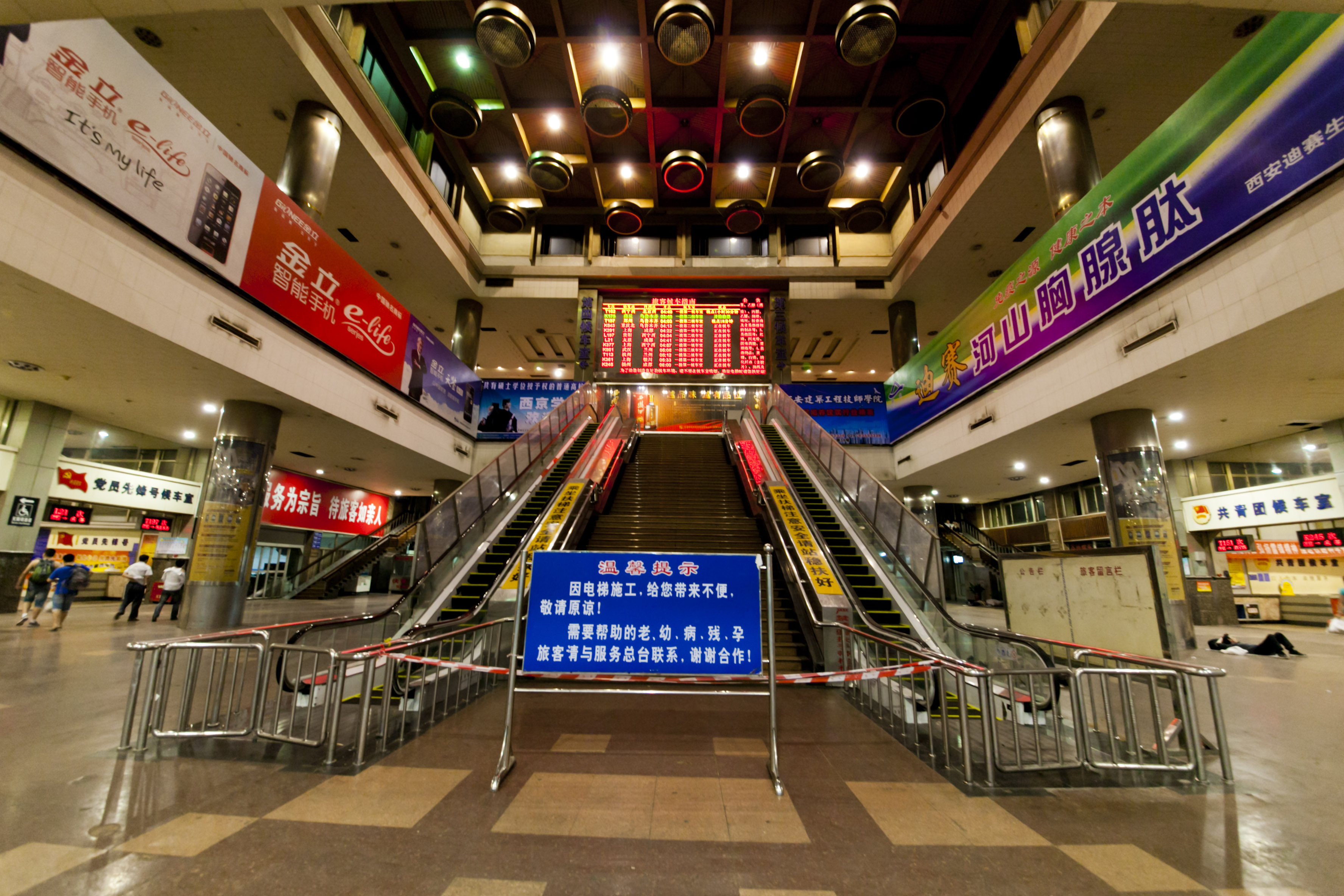
Recibidor
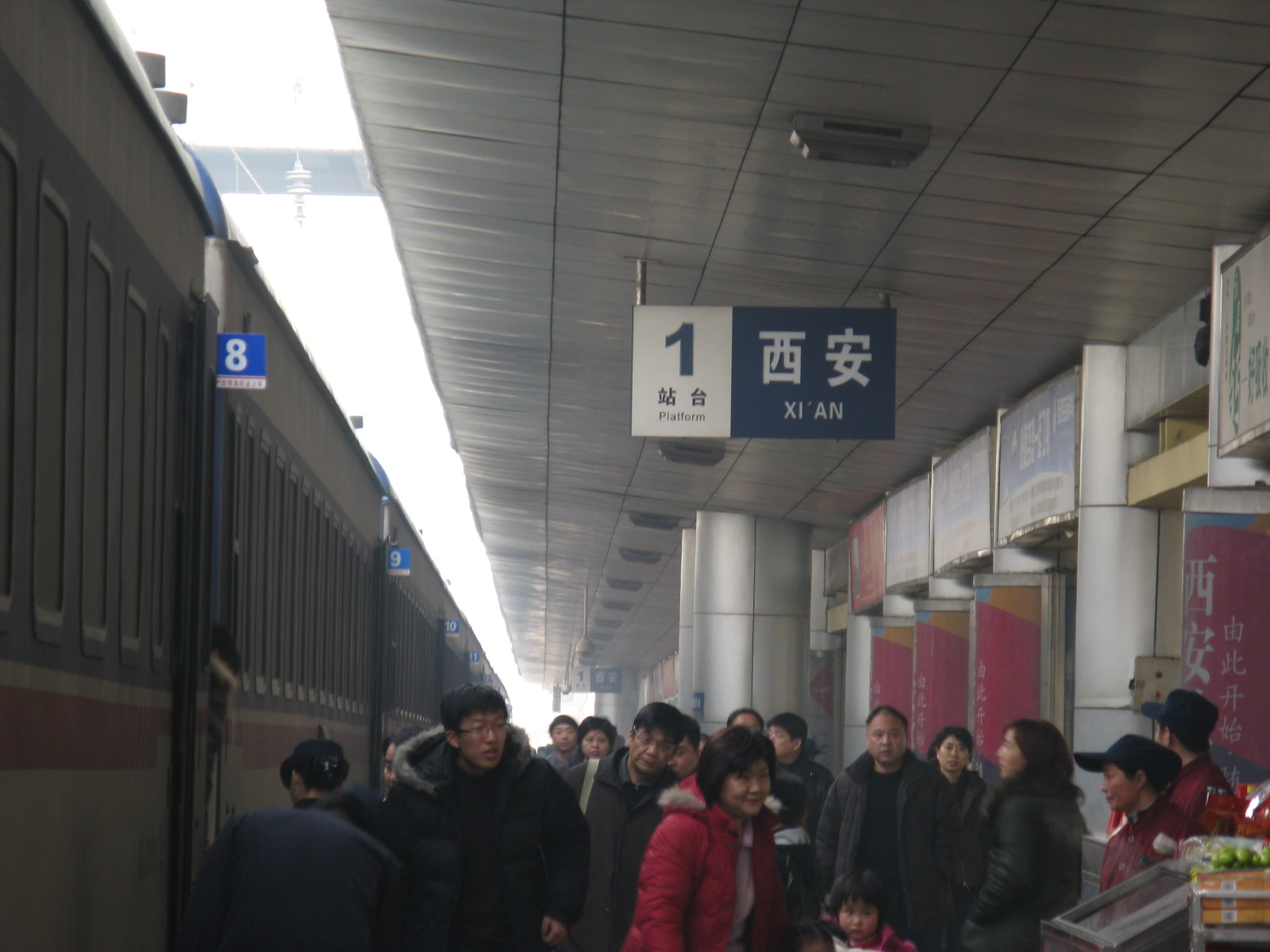
Plataforma 1
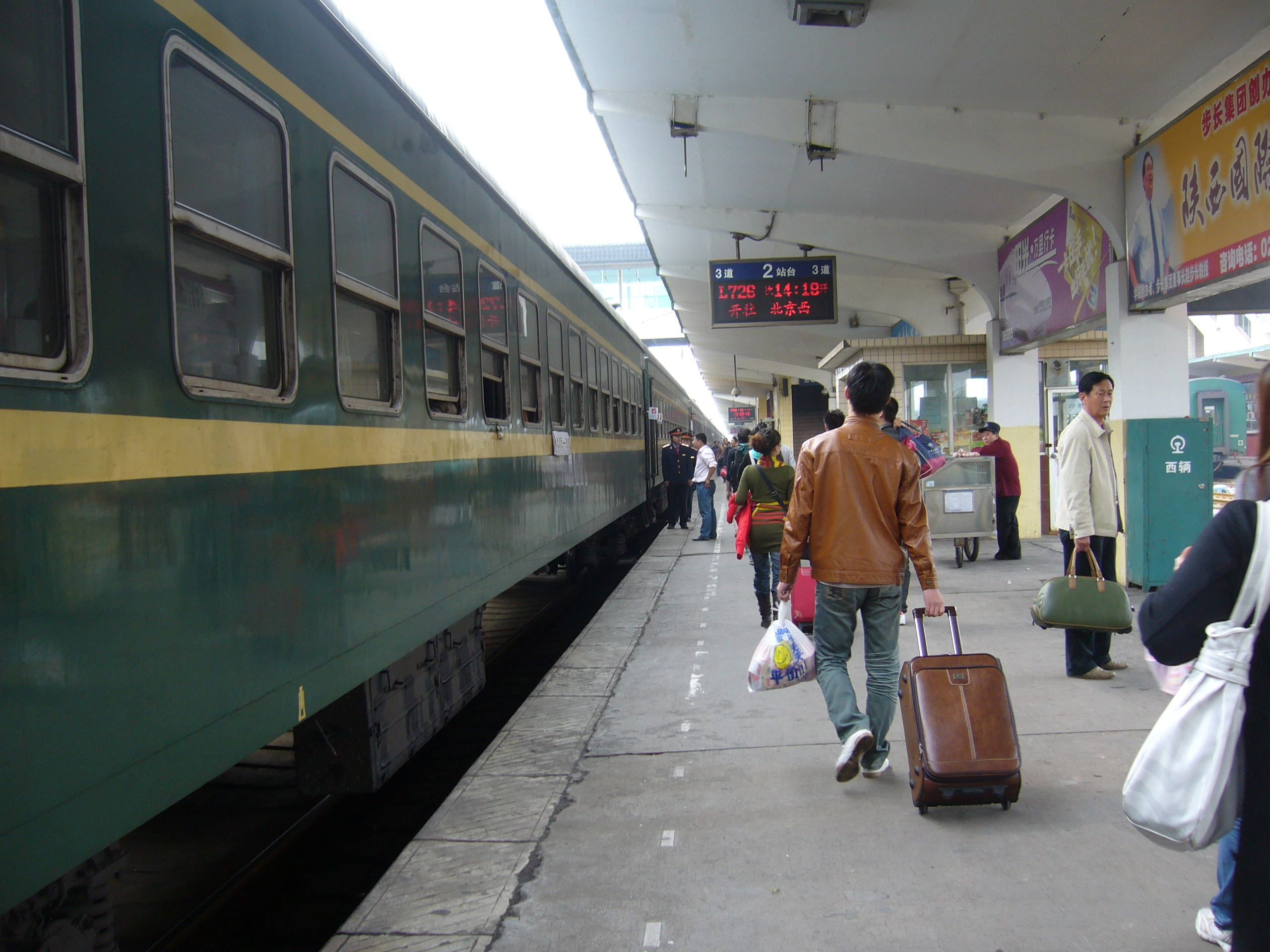
Tren L726 a Beijing